# Judith Arndt
Judith Arndt (Königs Wusterhausen, 23 luglio 1976) è un'ex ciclista su strada e pistard tedesca, attiva tra le Elite dal 1995 al 2012.
In carriera ha vinto tre campionati del mondo su strada, in linea nel 2004 e due volte a cronometro nel 2011 e 2012, oltre a tre medaglie olimpiche e a un titolo mondiale nell'inseguimento su pista.

## Carriera
Si dedicò al ciclismo già in giovane età, con ottimi risultati: a vent'anni vinse la medaglia di bronzo olimpica nell'inseguimento individuale su pista ad Atlanta 1996, e l'anno dopo si laureò campionessa mondiale di inseguimento individuale a Perth. Nel 1998 vinse il primo titolo nazionale a cronometro su strada. Nel 2000 invece, all'apice della carriera, un'infezione virale le impedì di ben figurare ai Giochi olimpici di Sydney.
Specialista delle prove contro il tempo, a partire dal 2001 si dedicò quasi unicamente alla strada, ottenendo ottimi risultati a livello mondiale e nazionale. Nel 2001 chiuse terza alla Grande Boucle in Francia (stesso piazzamento ottenne nel 2003). Nel 2002 vinse il suo primo titolo nazionale in linea, che bisserà nel 2012; dello stesso anno sono le vittorie al Tour de l'Aude, bissata nel 2003, e al Women's Challenge in Stati Uniti. Ai campionati del mondo 2003 a Hamilton vinse inoltre la medaglia d'argento nella prova a cronometro su strada. Nel 2004 conquistò invece il titolo mondiale in linea a Verona e la medaglia d'argento nella prova su strada dei Giochi olimpici di Atene, vinta da Sara Carrigan, concludendo la stagione 2004 al primo posto della classifica UCI.
Nel 2005 ottenne la sesta vittoria al campionato nazionale su strada a cronometro; porterà il bottino a nove con le vittorie nel triennio 2010-2012. Nel 2006 fu quarta nella classifica di Coppa del mondo su strada vincendo la gara di Montréal; l'anno dopo fece invece suo per la prima volta il Thüringen Rundfahrt, corsa a tappe in cui si ripeterà anche nel 2008 e nel 2012. Sempre nel 2008 si aggiudicò la classifica di Coppa del mondo su strada grazie ai successi al Giro delle Fiandre (poi bissato nel 2012), nella gara di Montréal e al Rund um die Nürnberger Altstadt; in stagione vinse anche il Giro della Toscana e le medaglie di bronzo mondiali in linea e a cronometro. Nel 2010 salì per la prima volta sul podio del Giro d'Italia, seconda alle spalle di Mara Abbott (sarà terza l'anno dopo, dietro Marianne Vos ed Emma Pooley) e vinse il suo secondo Giro della Toscana.
Nel 2011, ormai trentacinquenne, conquistò il titolo mondiale a cronometro nella rassegna di Copenaghen; l'anno dopo fu medaglia d'argento olimpica a cronometro ai Giochi di Londra, alle spalle di Kristin Armstrong, bissando poi, nella rassegna iridata di Valkenburg, il titolo mondiale a cronometro dell'anno prima. Pose termine alla carriera agonistica pochi giorni dopo, al termine la gara in linea mondiale di Valkenburg, chiusa all'ottavo posto.

## Palmarès

### Strada
- 1995

2ª tappa Driedaagse van Pattensen
Classifica generale Driedaagse van Pattensen
- 1997

Main-Spessart Rundfahrt - Karbach 2
- 1998

4ª tappa Grand Prix de la Mutualité de la Haute-Garonne
Classifica generale Grand Prix de la Mutualité de la Haute-Garonne
Campionati tedeschi, prova a cronometro
- 1999 (Red Bull, sette vittorie)

3ª tappa Tour de Bretagne
Classifica generale Tour de Bretagne
4ª tappa Eurosport Tour
Classifica generale Eurosport Tour
Campionati tedeschi, prova a cronometro
1ª tappa Holland Tour
Campionati tedeschi, prova in salita
- 2001 (Red Bull Frankfurt, dodici vittorie)

Rund in Kreuzberg-Berlin
3ª tappa Vuelta a Mallorca
3ª tappa Gracia ČEZ-EDĚ
4ª tappa Gracia ČEZ-EDĚ
Classifica generale Gracia ČEZ-EDĚ
12ª tappaTour de l'Aude
2ª tappa International Women's Challenge
Campionati tedeschi, prova a cronometro
Rund um Eisenhuttenstadt
Rotterdam Tour
6ª tappa Tour de Bretagne
Classifica generale Tour de Bretagne
- 2002 (Saturn Cycling Team Women, dodici vittorie)

Classifica generale Tour de Snowy
3ª tappa Redlands Classic
5ª tappa Redlands Classic
Classifica generale Redlands Classic
5ª tappa Vuelta a Castilla y León
7ª tappa Tour de l'Aude
Classifica generale Tour de l'Aude
3ª tappa International Women's Challenge
6ª tappa International Women's Challenge
Classifica generale International Women's Challenge
Campionati tedeschi, prova in linea
3ª tappa Grande Boucle
- 2003 (Equipe Nürnberger Versicherung, nove vittorie)

3ª tappa Gracia-Orlová
4ª tappa Gracia-Orlová
Classifica generale Tour de l'Aude
Campionati tedeschi, prova a cronometro
7ª tappa Grande Boucle
10ª tappa Grande Boucle
13ª tappa Grande Boucle
3ª tappa Grand Prix du Canada
Classifica generale Grand Prix du Canada
- 2004 (Equipe Nürnberger Versicherung, cinque vittorie)

3ª tappa Tour du Grand Montréal
Classifica generalele Tour du Grand Montréal
Campionati tedeschi, prova a cronometro
Campionati del mondo, prova in linea
Campionati tedeschi, prova in salita
- 2005 (Equipe Nürnberger Versicherung, undici vittorie)

4ª tappa Tour of New Zealand
Main-Spessart Rundfahrt - Karbach
1ª tappa Gracia-Orlová (Štramberk)
4ª tappa Gracia-Orlová (Kuźnia Raciborska)
Classifica generale Gracia-Orlová
1ª tappa Vuelta a Castilla y León
Classifica generale Vuelta a Castilla y León
Campionati tedeschi, prova a cronometro
3ª tappa GP Krásná Lípa
4ª tappa GP Krásná Lípa
Grand Prix of Wales
- 2006 (T-Mobile Professional Cycling, sette vittorie)

1ª tappa Gracia-Orlová (Štramberk)
2ª tappa Gracia-Orlová (Lichnov)
4ª tappa Gracia-Orlová (Kuźnia Raciborska)
Classifica generale Gracia-Orlová
Coupe du Monde de Montréal
4ª tappa Tour du Grand Montréal
6ª tappa Holland Tour
- 2007 (T-Mobile, dodici vittorie)

4ª tappa Tour of New Zealand (Admiral Hill)
Classifica generale Tour of New Zealand
2ª tappa Gracia-Orlová (Lichnov)
3ª tappa Gracia-Orlová (Kuźnia Raciborska)
Classifica generale Gracia-Orlová
8ª tappa, 1ª semitappa, Tour de l'Aude (Axat)
3ª tappa Tour du Grand Montréal
6ª tappa Giro Donne (Cornaredo)
4ª tappa Thüringen Rundfahrt (Graz)
Classifica generale Thüringen Rundfahrt
2ª tappa Holland Tour (Leende)
6ª tappa Giro della Toscana-Memorial Fanini (Capannori)
- 2008 (Team High Road/Team Columbia-High Road, undici vittorie)

Giro delle Fiandre
9ª tappa Tour de l'Aude (Limoux)
Coupe du Monde de Montréal
2ª tappa Tour du Grand Montréal (Granby)
3ª tappa Tour du Grand Montréal (Mont-Saint-Hilaire)
5ª tappa Tour du Grand Montréal (Lachine)
Classifica generale Le Tour du Grand Montréal
Classifica generale Thüringen Rundfahrt
Rund um die Nürnberger Altstadt
6ª tappa Giro della Toscana-Memorial Fanini (Capannori)
Classifica generale Giro della Toscana-Memorial Fanini
- 2009 (Team Columbia-HTC, cinque vittorie)

1ª tappa Emakumeen Bira
3ª tappa, 1ª semitappa Emakumeen Bira
4ª tappa Emakumeen Bira
Classifica generale Emakumeen Bira
6ª tappa Giro Donne (Sant'Elena Sannita)
- 2010 (Team HTC-Columbia, quattro vittorie)

2ª tappa Emakumeen Bira
Campionati tedeschi, prova a cronometro
4ª tappa Route de France
Classifica generale Giro della Toscana-Memorial Fanini
- 2011 (HTC-Highroad, dodici vittorie)

1ª tappa Tour of New Zealand
2ª tappa Tour of New Zealand
Classifica generale Tour of New Zealand
2ª tappa Giro del Trentino
Classifica generale Giro del Trentino
Campionati tedeschi, prova a cronometro
6ª tappa Thüringen Rundfahrt
Memorial Davide Fardelli
Chrono Champenois
3ª tappa Giro della Toscana-Memorial Fanini
4ª tappa, 2ª semitappa Giro della Toscana-Memorial Fanini
Campionati del mondo, prova a cronometro
- 2012 (GreenEDGE-AIS/Orica-AIS, otto vittorie)

Classifica generale Tour of Qatar
3ª tappa Tour of New Zealand (Ashhurst > Palmerston North)
Giro delle Fiandre
Classifica generale Emakumeen Bira
Campionati tedeschi, prova a cronometro
Campionati tedeschi, prova in linea
Classifica generale Thüringen Rundfahrt
Campionati del mondo, prova a cronometro

#### Altri successi
- 1995

Forst-Lausitz (Cronosquadre)
- 1996

Genthin (Cronosquadre)
- 1997

Forst-Lausitz (Cronosquadre)
- 1999 (Red Bull)

Forst-Lausitz (Cronosquadre)
Gerlingen (Criterium)
- 2003 (Equipe Nürnberger Versicherung)

Fruehjahrspreis Cadolzburg
- 2005 (Equipe Nürnberger Versicherung, vittorie)

Luk Challenge Chrono (Cronocoppie con Trixi Worrack)
- 2008 (Team High Road e Columbia Women)

1ª tappa Giro della Toscana-Memorial Fanini (Viareggio, cronosquadre)
Classifica generale Coppa del Mondo
- 2010 (Team HTC-Columbia Women)

1ª tappa Giro della Toscana-Memorial Fanini (Viareggio, cronosquadre)
- 2011 (HTC-Highroad Women)

5ª tappa Thüringen Rundfahrt (Cronosquadre)
Open de Suède Vargarda TTT (Cronosquadre)
2ª tappa Trophée d'Or (Cronosquadre)
1ª tappa Giro della Toscana-Memorial Fanini (Viareggio, cronosquadre)

### Pista
- 1996

Campionati tedeschi, inseguimento individuale
- 1997

Campionati del mondo, inseguimento individuale
Campionati tedeschi, inseguimento individuale
- 1998

prova Coppa del mondo (Berlino), corsa a punti
Campionati tedeschi, inseguimento individuale
- 1999

Campionati tedeschi, inseguimento individuale
- 2000

Campionati tedeschi, inseguimento individuale
Campionati tedeschi, corsa a punti

## Piazzamenti

### Grandi Giri
- Tour de l'Aude

2000: 45ª
2001: 2ª
2002: vincitrice
2003: vincitrice
2004: 2ª
2006: 7ª
2007: 3ª
2008: 2ª
- Giro d'Italia

2007: 7ª
2008: 10ª
2009: ritirata (8ª tappa)
2010: 2ª
2011: 3ª
2012: 6ª
- Tour de France

Grande Boucle 1999: 11ª
Grande Boucle 2000: ?
Grande Boucle 2001: 3ª
Grande Boucle 2002: 7ª
Grande Boucle 2003: 3ª

### Competizioni mondiali
- Campionati del mondo su strada

Tunja 1995 - Cronometro: 16ª
Duitama 1995 - In linea: 50ª
San Sebastián 1997 - Cronometro: 3ª
San Sebastián 1997 - In linea: 72ª
Valkenburg 1998 - Cronometro: 8ª
Valkenburg 1998 - In linea: 28ª
Verona 1999 - Cronometro: 6ª
Verona 1999 - In linea: ritirata
Plouay 2000 - Cronometro: 9ª
Plouay 2000 - In linea: 30ª
Lisbona 2001 - Cronometro: 5ª
Lisbona 2001 - In linea: 5ª
Zolder 2002 - Cronometro: 9ª
Zolder 2002 - In linea: 45ª
Hamilton 2003 - Cronometro: 2ª
Hamilton 2003 - In linea: 8ª
Verona 2004 - Cronometro: 2ª
Verona 2004 - In linea: vincitrice
Verona 2005 - Cronometro: 4ª
Verona 2005 - In linea: 35ª
Salisburgo 2006 - Cronometro: 7ª
Salisburgo 2006 - In linea: 14ª
Stoccarda 2007 - In linea: 21ª
Varese 2008 - Cronometro: 3ª
Varese 2008 - In linea: 3ª
Mendrisio 2009 - Cronometro: 4ª
Mendrisio 2009 - In linea: 6ª
Melbourne 2010 - Cronometro: 2ª
Melbourne 2010 - In linea: 5ª
Copenaghen 2011 - Cronometro: vincitrice
Copenaghen 2011 - In linea: 59ª
Limburgo 2012 - Cronometro: vincitrice
Limburgo 2012 - Cronometro a squadre: 2ª
Limburgo 2012 - In linea: 8ª
- Campionati del mondo su pista

Manchester 1996 - Corsa a punti: 4ª
Perth 1997 - Inseguimento individuale: vincitrice
Bordeaux 1998 - Inseguimento individuale: 3ª
Berlino 1999 - Inseguimento individuale: 2ª
Berlino 1999 - Corsa a punti: 2ª
Berlino 2000 - Corsa a punti: 2ª
Berlino 2000 - Inseguimento individuale: 2ª
- Giochi olimpici

Atlanta 1996 - Inseguimento individuale: 3ª
Atlanta 1996 - Corsa a punti: 13ª
Sydney 2000 - Cronometro: 7ª
Sydney 2000 - Inseguimento individuale: 6ª
Sydney 2000 - Corsa a punti: 6ª
Atene 2004 - In linea: 2ª
Atene 2004 - Cronometro: 11ª
Pechino 2008 - In linea: 41ª
Pechino 2008 - Cronometro: 6ª
Londra 2012 - In linea: 37ª
Londra 2012 - Cronometro: 2ª
Londra 2012 - Inseguimento a squadre: 8ª

## Vita privata
Apertamente lesbica, nel 1996 si è trasferita a Lipsia dove ha convissuto con la sua compagna Petra Rossner, anch'ella ciclista professionista; nel 2005 le due sono state ambasciatrici dei Gay Games, ma in seguito la loro storia è naufragata. Nel 2012, dopo i Mondiali, Judith Arndt ha iniziato una relazione con l'avvocatessa australiana Anna Millward, anch'essa ex ciclista, con la quale si è trasferita a Melbourne.